# Пластовий гурток
Гурток — це основна клітина в юнацтві. У Пласті він найкраще надається до процесу самовиховання, тобто тут відбувається головна пластова діяльність для розвитку особистості. В гуртку хлопці і дівчата самі керують своїми справами, працюють для загального добра цілого гурту. За таких умов розвиваються характер, самодовір'я та провідницькі якості.
Бути в гурті ровесників — значить знайти себе, заспокоїти пекучі потреби свого віку, мати нагоду виявити себе і здобути визнання інших. Це значить мати нагоду брати участь у самовихованні, здобути рівновагу між почуттям самостійності і відповідальності.
Гурткова система спирається на застосування на практиці демократичних принципів співжиття. Так, кожен гурток несе відповідальність перед куренем, курінь — перед кошем, кіш — перед пластовим уладом.
Керівництво гуртком та його діяльністю здійснює провід, який складається з наступних посад:
- Гуртковий;
- Заступник гурткового;
- Гуртковий писар;
- Гуртковий скарбник.

Щонайменше один раз у році відбувається Гурткова Рада. Це особливі сходини гуртка, на яких вирішуються найважливіші справи, зокрема вибір гурткового проводу та обговорення річного плану праці. Всі рішення Гурткової Ради приймаються явним голосуванням і більшістю голосів членів гуртка. Рішення стають правомірними після узгодження із впорядником(виховником).
На своїй першій Гуртковій Раді гурток вибирає назву, яка стає символом його діяльності на час цілого побуту в юнацтві. У Пласті є звичай називати гуртки назвами різних тварин, рослин, міфічних істот. Порядкове число гуртку надає Рада гурткових куреня.
Гурток може мати свою барву, своє знамено, свій тотем.
Гурткове знамено:
Гурткове знамено роблять з білого полотна у формі рівнобедреного трикутника, основа якого має 25 см, а висота — 30 см. Рівні боки мають бути трохи заокруглені. На правій стороні, на загостреному кінці нашиваємо менший трикутник із тканин барви куреня (висота цього маленького трикутника 7,5 см). Посередині правої сторони знамена розміщуємо сильветку символу гуртка, викроєну з чорного матеріалу. У верхньому куті — число гуртка в курені та число куреня (чорним кольором); самостійний гурток у цьому місці має букву «С». Ліва сторона знамена залишається білою без ніяких нашивок. Прив'язуємо його до пластової палиці чи іншого відповідного держака шнурками або стрічками білого кольору довжиною 8 см, пришитими до основи. Під час пластових зустрічей, свят чи таборів гурткові знамена вивішують нижче знамен куренів.
Гуртковий тотем:
Відомо, що корінні жителі Америки індіанці мали різьблені племінні відзнаки, що називалися тотемами. Пластуни вирішили і собі робити такі тотеми. Як правило, вони різьблять із дерева гурткові символи. Проте, це може бути і щось інше, що нагадувало би гуртковий символ; у цьому випадку він прикріплюється на вершку палиці. Тотем повинні виконати юнаки — члени даного гуртка. Носить його заступник гурткового або вибраний для цього член гуртка.
Гурткові традиції:
Гурток може придумувати і вводити в життя свої звичаї та традиції. Це може бути гурткова пісня чи гуртковий клич; може бути якась своя невелика зміна у впоряді, яка застосовується гуртківцями на відкритті чи закритті сходин; може бути традиція гурткового табору як додаток до інших курінних чи крайових таборів. Головне, ці звичаї не повинні суперечити пластовим традиціям.
Обов'язки і права членів гуртка:
Кожний член юнацького гуртка:
- бере активну участь у всіх пластових заняттях гуртка, а якщо не може бути присутній, заздалегідь оправдує свою відсутність;
- працює над собою згідно з напрямними пластового виховання;
- активно співпрацює в праці цілого гуртка;
- проявляє ініціативу, зголошується до виконання окремих завдань, які є частиною загального плану праці;
- виконує всі пластові вимоги або правила, які обов'язують його в Українському Пласті, зокрема, дотримуватися точок Пластового Закону;
- співдіє з іншими членами гуртка: допомагає своїм умінням і користає зі знання і здібностей інших;
- бере активну участь у Програмі УПЮ та здобуває пластові ступені і вмілості;
- має право голосу у виборі діловодів у гуртку і в курені;
- має змогу провадити відповідальну й корисну працю;
- має право відповідально користуватися вирядом гуртка і куреня;
- має право обговорювати з гуртковим та впорядником завважені недоліки чи помилки в праці гуртка та пропонувати способи кращого підходу чи дії.